# 902

## Decese
- 23 octombrie: Ibrahim al II-lea Aghlabidul, cel de al nouălea emir din dinastia aghlabizilor, care a domnit în Ifriqiya din 875 (n. ?)